# Kasel-Golzig

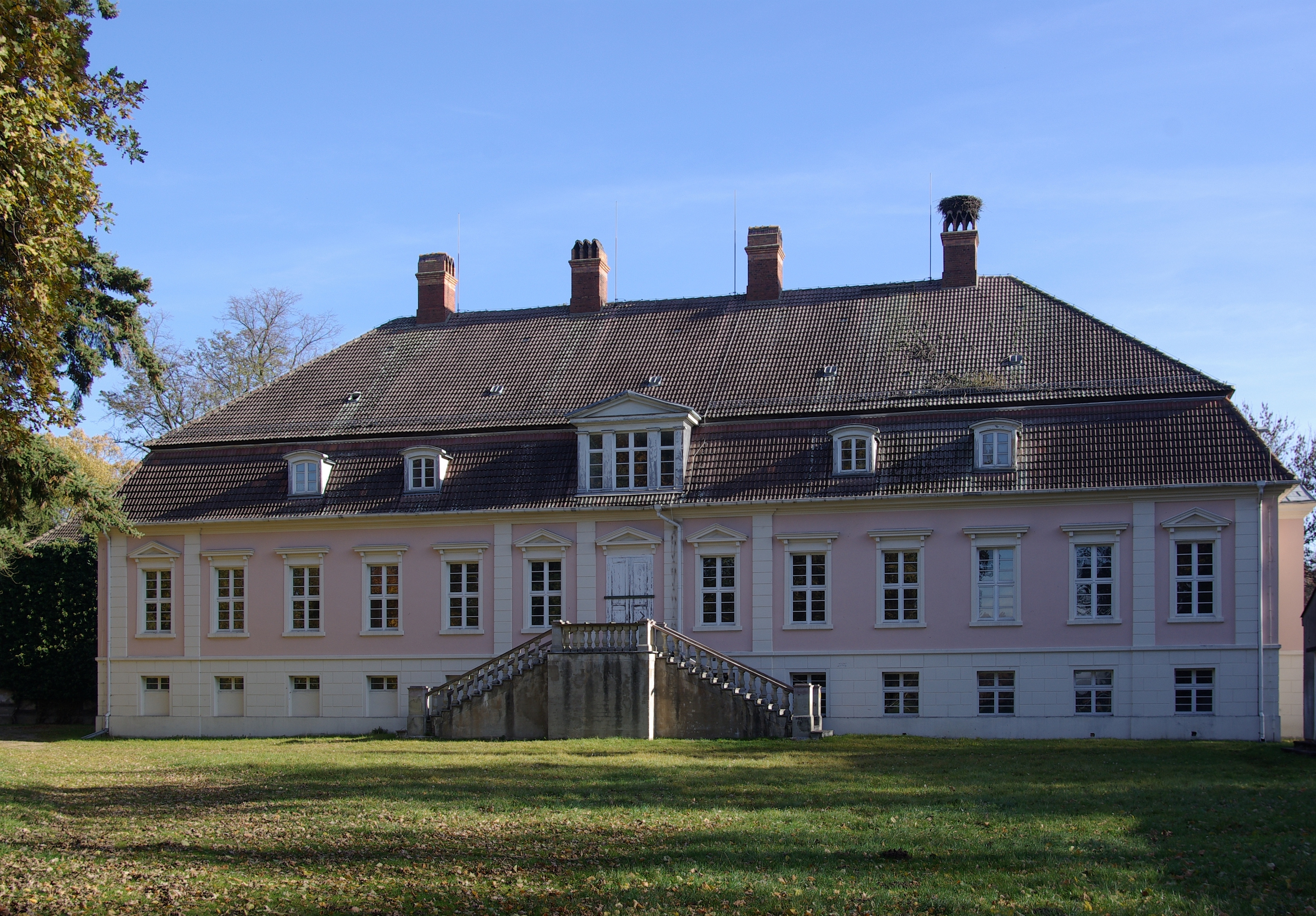
Schloss Casel, 2010

Kasel-Golzig (niedersorbisch Kózłow-Gólsk) ist eine Gemeinde im Landkreis Dahme-Spreewald in Brandenburg. Sie gehört dem Amt Unterspreewald an.

## Gemeindegliederung
Zur Gemeinde gehören die Ortsteile Jetsch (Jetš) und Schiebsdorf (Šupice) sowie der bewohnte Gemeindeteil Zauche (Sucha). Hinzu kommt der Wohnplatz Wilhelmshof.

## Geschichte
Kasel wurde 1346 erstmals urkundlich erwähnt. Der Name bedeutet entweder Ort, wo es Ziegen gibt oder leitet sich vom Personennamen Kosel ab. Golzig wurde als Golcz 1396 erstmals urkundlich erwähnt. Der Name bedeutet Siedlung am Wald. Kasel, Golzig, Jetsch und Schiebsdorf gehörten seit 1816 zum Kreis Luckau in der Provinz Brandenburg.
1926 schlossen sich Kasel und Golzig zur Gemeinde Kasel-Golzig zusammen. Ab 1952 gehörte die Gemeinde zum Kreis Luckau im DDR-Bezirk Cottbus; seit 1993 liegt sie im brandenburgischen Landkreis Dahme-Spreewald.
Eingemeindungen
Am 1. Oktober 1962 wurde der Ort Zauche eingemeindet. Die Gemeinden Jetsch und Schiebsdorf schlossen sich im Rahmen der Gemeindegebietsreform zum 31. Dezember 2002 der Gemeinde Kasel-Golzig an.

## Bevölkerungsentwicklung
| Jahr | Einwohner |
| ---- | --------- |
| 1933 | 393       |
| 1939 | 385       |
| 1946 | 609       |
| 1950 | 557       |
| 1964 | 593       |
| 1971 | 587       |

| Jahr | Einwohner |
| ---- | --------- |
| 1981 | 541       |
| 1985 | 550       |
| 1990 | 518       |
| 1995 | 490       |
| 2000 | 510       |
| 2005 | 779       |

| Jahr | Einwohner |
| ---- | --------- |
| 2010 | 733       |
| 2015 | 685       |
| 2016 | 684       |
| 2017 | 690       |
| 2018 | 677       |
| 2019 | 677       |

| Jahr | Einwohner |
| ---- | --------- |
| 2020 | 671       |
| 2021 | 660       |
| 2022 | 682       |
| 2023 | 678       |
| 2024 | 689       |

Gebietsstand des jeweiligen Jahres, Einwohnerzahl: Stand 31. Dezember (ab 1991), ab 2011 auf Basis des Zensus 2011, ab 2022 auf Basis des Zensus 2022

## Politik

### Gemeindevertretung
Die Gemeindevertretung von Kasel-Golzig besteht aus acht Gemeindevertretern und dem ehrenamtlichen Bürgermeister. Die Kommunalwahl am 26. Mai 2019 führte zu folgendem Ergebnis:
| Wählergruppe                          | Stimmenanteil | Sitze |
| ------------------------------------- | ------------- | ----- |
| Freie Wählergemeinschaft Kasel-Golzig | 50,3 %        | 5     |
| Wählergruppe Jetsch                   | 24,3 %        | 2     |
| Wählergruppe Schiebsdorf              | 16,6 %        | 1     |
| Einzelbewerber Thomas Walther         | 08,8 %        | –     |

### Bürgermeister
- 1998–2019: Fritz Mann[13]
- seit 2019: Stefan Eghbalian[14]

Eghbalian wurde in der Bürgermeisterstichwahl am 30. Juni 2024 mit 63,6 % der gültigen Stimmen für eine weitere Amtszeit von fünf Jahren gewählt.

## Sehenswürdigkeiten

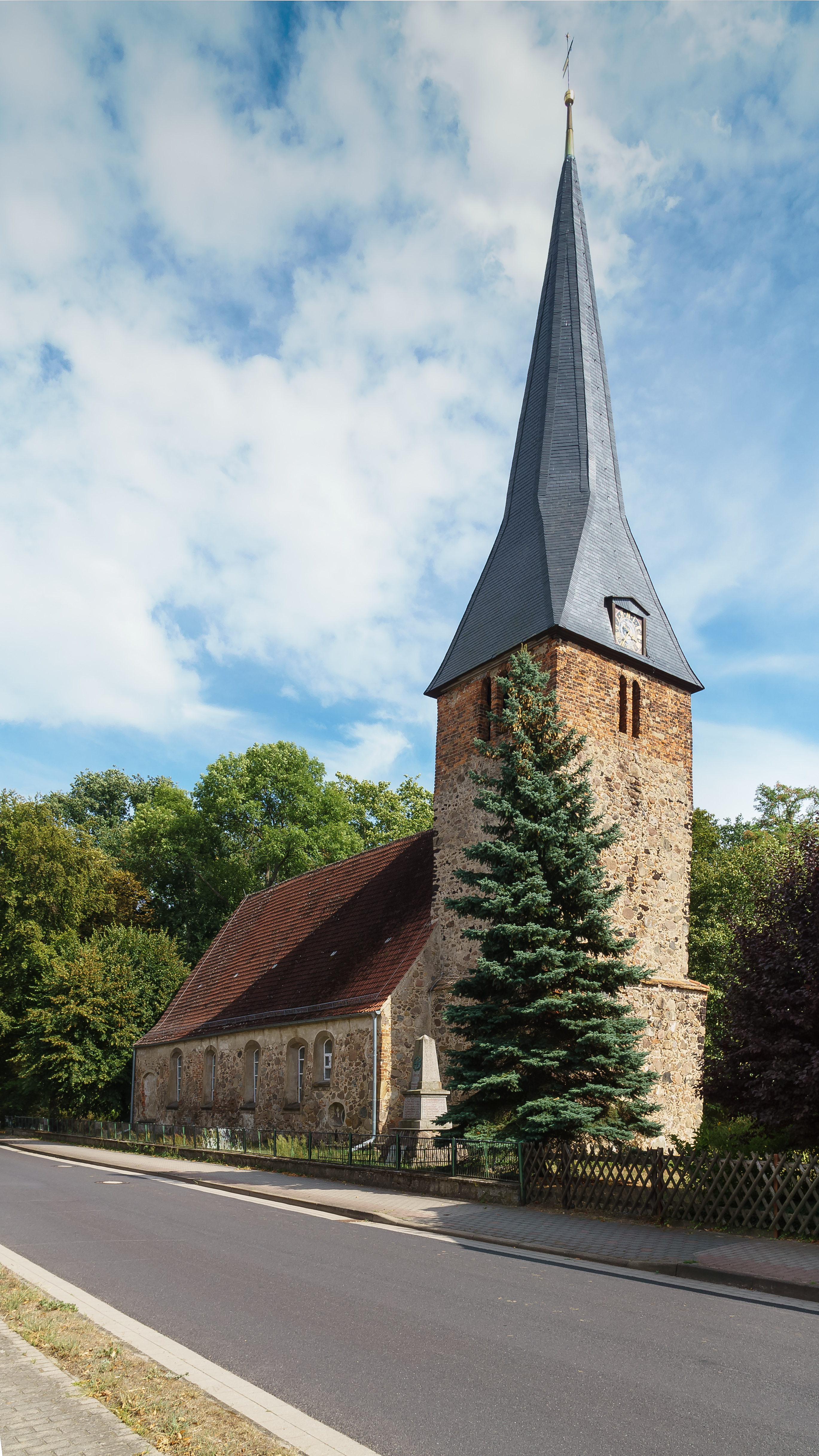
Dorfkirche Kasel-Golzig

In der Liste der Baudenkmale in Kasel-Golzig sowie in der Liste der Bodendenkmale in Kasel-Golzig stehen die in der Denkmalliste des Landes Brandenburg eingetragenen Kulturdenkmale.
- Der klassizistische Schlosskomplex wurde in der zweiten Hälfte des 18. Jahrhunderts vom Grundbesitzer Friedrich Carl Leopold Reichsgraf zu Solms-Baruth errichtet.[4] Im 21. Jahrhundert wird das Bauwerk privat genutzt.
- Die Dorfkirche Kasel-Golzig ist ein spätmittelalterlicher Findlingsbau.[4] Der Turm besitzt einen hölzernen Schaft und eine Haube. Kanzel und Altar der Kirche stammen aus dem 17. Jahrhundert.

## Wirtschaft und Infrastruktur
Mit Stand 2024 wird südlich des Ortsteils Schiebsdorf ein Solarpark mit einer Leistung von 122 MW errichtet. Der Solarpark mit einer Gesamtfläche von 83,8 Hektar soll noch 2024 in Betrieb genommen werden und dann jährlich genug Energie liefern, um rechnerisch den Jahresstrombedarf von mehr als 36.000 Haushalten decken zu können.
Kasel-Golzig liegt an der Landesstraße L 71 zwischen Dahme und Leibsch. Auch die Bundesstraße 96 zwischen Golßen und Luckau durchquert das Gemeindegebiet.